# Culex suborientalis
Culex suborientalis är en tvåvingeart som beskrevs av Francisco E. Baisas 1938. Culex suborientalis ingår i släktet Culex och familjen stickmyggor.
Artens utbredningsområde är Filippinerna. Inga underarter finns listade i Catalogue of Life.